# Lake St. Croix Beach (Minnesota)
Lake St. Croix Beach é uma cidade localizada no estado americano de Minnesota, no Condado de Washington.

## Demografia
Segundo o censo americano de 2000, a sua população era de 1140 habitantes.

## Geografia
De acordo com o United States Census Bureau tem uma área de
2,6 km², dos quais 1,5 km² cobertos por terra e 1,1 km² cobertos por água.

## Localidades na vizinhança
O diagrama seguinte representa as localidades num raio de 12 km ao redor de Lake St. Croix Beach.